# A Foggy Day

A Foggy Day is een populaire jazzstandard, gecomponeerd door George Gershwin, met tekst van Ira Gershwin.
Het lied werd door Fred Astaire in 1937 geïntroduceerd in de musical A Damsel in Distress, die was gebaseerd op de roman A Damsel in Distress van P.G. Wodehouse, gepubliceerd in 1919. Oorspronkelijk was de titel "A Foggy Day (In London Town)", een verwijzing naar de smog in die periode in Londen.
A Foggy Day werd door de gebroeders Gershwin naar verluidt in minder dan een uur geschreven. Het wordt beschreven als mooi, gemoedelijk, sfeervol, interessant en tijdloos.

## Vorm
Het lied bestaat uit 32 maten en heeft de vorm: intro - A - B. Het tempo is moderato in een doorgesneden maat. Het lied staat in F majeur.
De eerste acht maten van het refrein:

## Vertolkers
- Frank Sinatra
- Ella Fitzgerald
- Charles Mingus
- Louis Armstrong (samen met Ella Fitzgerald)
- Billie Holiday
- Red Garland
- Frank Sinatra
- George Benson
- Sarah Vaughan
- Lyn Collins
- Wynton Marsalis
- Tony Bennett
- David Bowie
- Michael Bublé
- Willie Nelson
- Lester Young
- Louie Bellson